# 윤륭하 전투
윤륭하 전투(尹隆河)는 유명전이 이끄는 청나라군과 뇌문광, 임주가 이끄는 염군과의 사이에 벌어진 전투이다.

## 개요
1867년 1월 15일, 호북성 안륙의 윤륭하(尹隆河)에서 양군의 전투가 시작되었다. 염군은 회군을 이끄는 유명전에게 맹공을 가했고, 유명전 휘하의 맹장이자 총병 당전구, 전리안이 전사했고, 유명전은 죽음을 각오했다. 그러나 상군 복초가 원군으로 달려오면서 전국은 역전됐다. 염군 수천 명이 사망했고, 8000명이 항복했으며, 5,000마리 말을 전리품으로 거두었다. 뇌문광과 임주는 하남성으로 도망쳤다. 3월 상군의 팽육귤이 염군을 추적했지만, 염군의 반격에 당해 기수(蘄水)의 신항(神港)에서 대패하고 팽육귤은 전사했다.
이 전투에서 염군은 호북성에 거점을 구축하는 데 실패하고, 수세로 돌아섰다. 이 해 11월에 임주는 전사했고, 이듬해 1월에 뇌문광은 잡혀 동염군(東捻軍)은 멸망하게 되었다.